# NGC 5217
NGC 5217 ist eine Elliptische Galaxie vom Hubble-Typ E1 im Sternbild Haar der Berenice am Nordsternhimmel. Sie ist schätzungsweise 359 Millionen Lichtjahre von der Milchstraße entfernt und hat einen Durchmesser von etwa 160.000 Lj.

Im selben Himmelsareal befinden sich u. a. die Galaxien NGC 5190, IC 894, IC 897.
Das Objekt wurde am 7. Mai 1826 von John Herschel entdeckt.